# Ondol

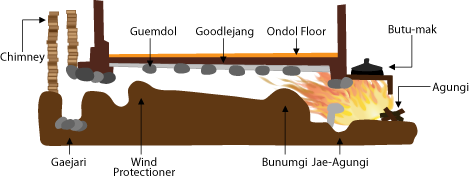
Minh họa hệ thống sưởi Ondol

Ondol (온돌, 溫堗) hay còn gọi là (gudeul 구들) là hệ thống sưởi ấm chạy dưới sàn sử dụng nguồn nhiệt trực tiếp từ đốt củi gỗ để làm ấm sàn nhà.
Phần chính của hệ thống ondol là một bếp đốt gọi là agungi (아궁이) đưa khói và hơi nóng thông bên dưới sàn phòng cần sưởi rồi thoát ra ngoài qua một ống khói ở phía tường đối diện. Sàn phòng được sưởi bên dưới có các trụ hoặc vách đá nâng đỡ, bên trên là các tấm đá, lớp đất sét và lớp chống thấm chẳng hạn giấy phủ dầu.